# Zpětný odkaz

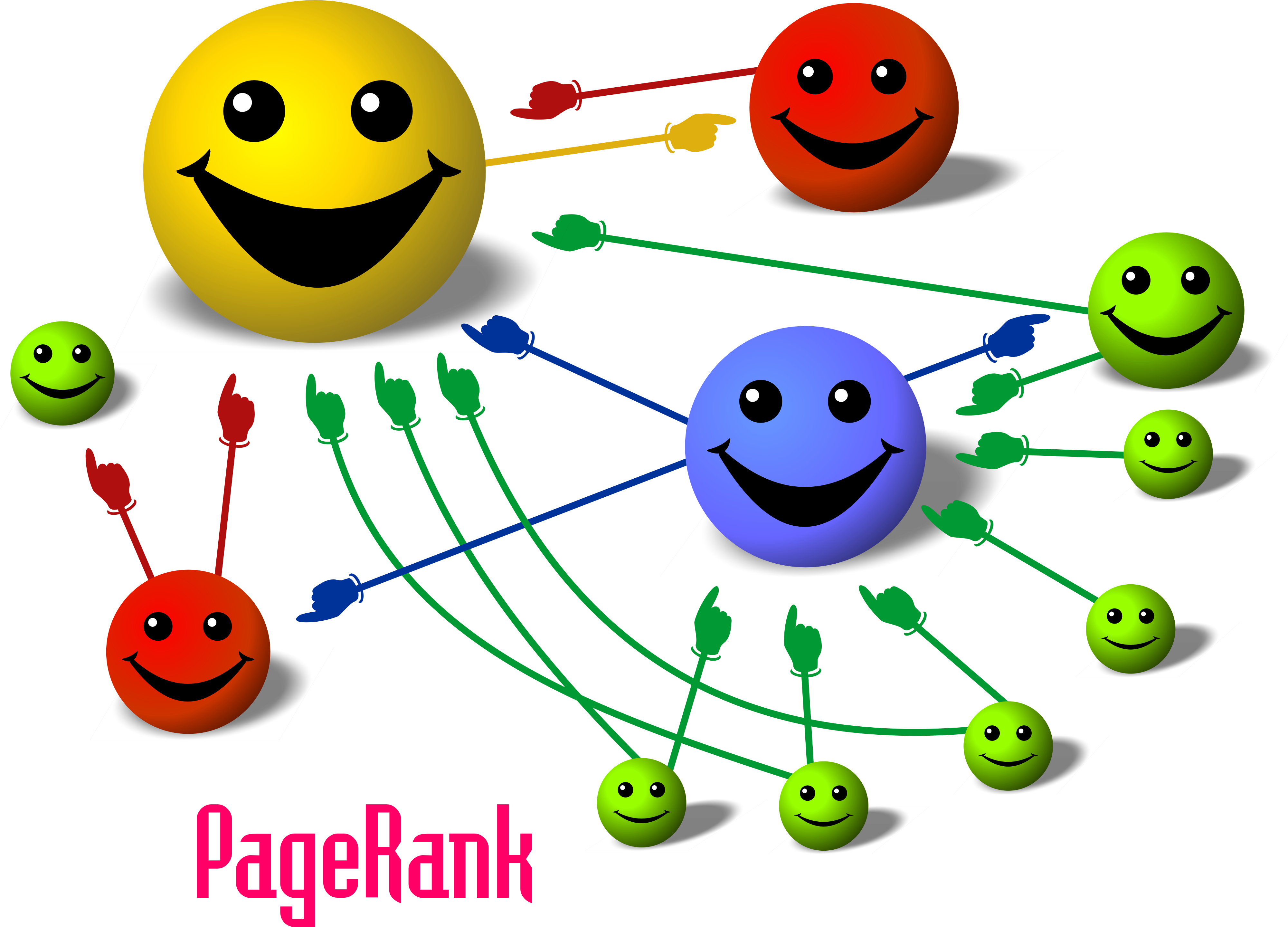
Zpětný odkaz

Zpětný odkaz (angl. inbound link nebo backlink) webové stránky je odkaz na jiné webové stránce vedoucí na sledovanou stránku.

## Vyhledávače
Zpětné odkazy jsou základem pro práci internetových vyhledávačů. Pořadí výsledků vyhledávání (SERP) zásadní způsobem závisí na počtu a kvalitě zpětných odkazů stránky. Hodnocen je především počet a stáří odkazů, text, který obklopuje odkaz, „kvalita stránky“. Z těchto dat se poté vypočítává číslo (rank), které je použito pro řazení výsledků vyhledávání. Více zde: PageRank, S-rank, JyxoRank.
Odkazový profil je souborem všech zpětných odkazů, které vedou na sledované webové stránky. Základem odkazového profilu je zpětný odkaz na dané webové stránky. Zpětné odkazy jsou pro vyhledávače referencí, která hovoří o kvalitě a oblíbenosti sledovaného webu. Tímto pomáhají kromě jiného zvyšovat hodnocení odkazovaných webových stránek.

## Tvorba zpětných odkazů
Tzv. linkbuilding spočívá v umisťování zpětných odkazů v internetových diskusích, na stránkách partnerských webů, PR článcích, katalozích atd.

## Obchod s odkazy
Důležitost zpětných odkazu pro současné vyhledávače vede k tomu, že marketéři webových stránek přistupují k nákupu či prodeji zpětných odkazů, což má za následek zvyšování ranku daných stránek a tím i lepší umístění ve výsledcích vyhledávače. Tato praktika je ze strany internetových vyhledávačů velmi neoblíbena a někdy je dokonce penalizována.